# Aakirkeby
Aakirkeby es una localidad situada en el municipio de Bornholm, en la región Capital (Dinamarca). Tiene una población estimada, a principios de 2021, de 2,115 habitantes.
Es la tercera ciudad más grande de la isla de Bornholm, en el Mar Báltico. Era la ciudad principal de la ahora abolida municipalidad de Aakirkeby.
Se encuentra ubicada en la isla de Bornholm (mar Báltico), entre la costa sur de Suecia y la norte de Polonia.

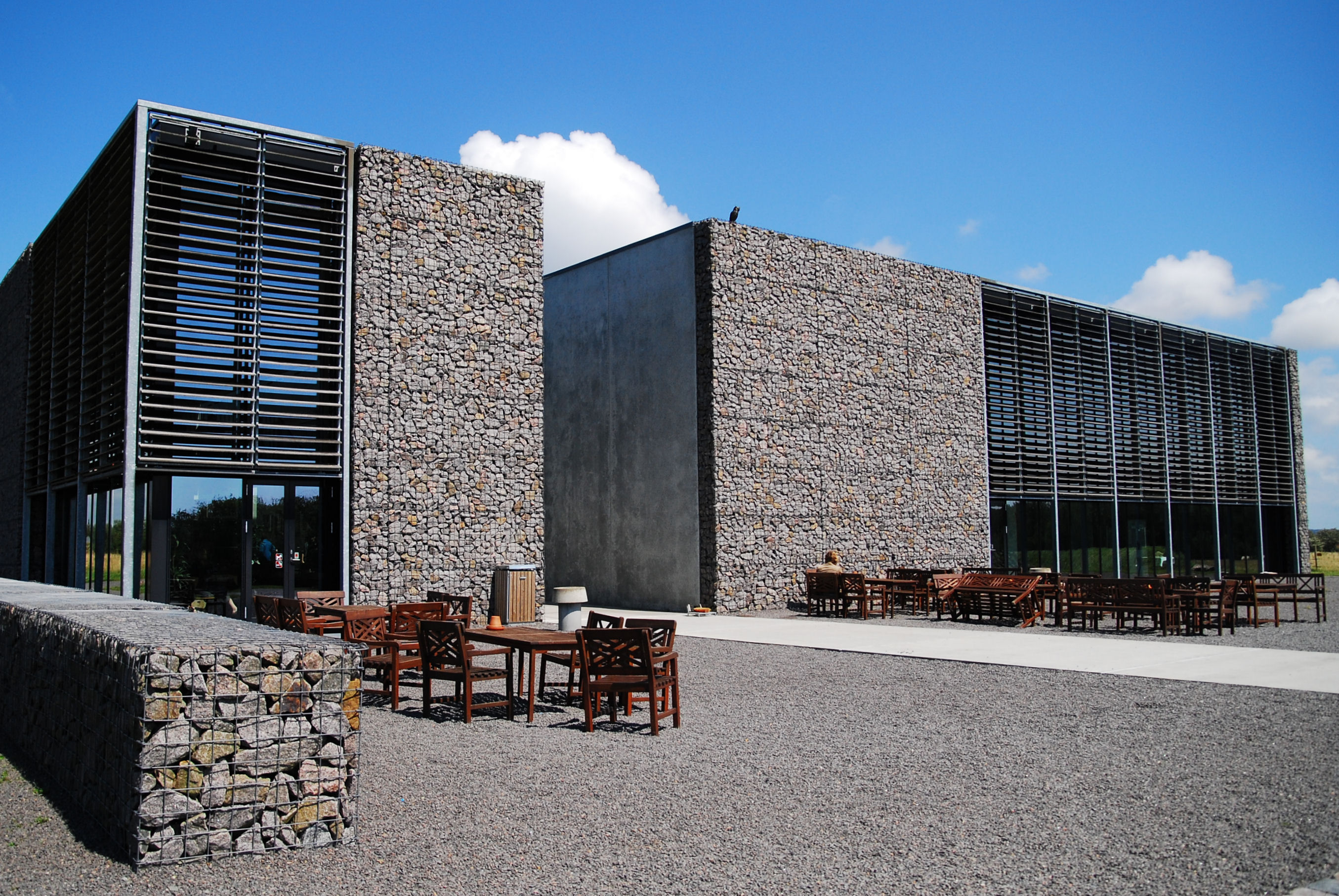
NaturBornholm, museo de historia natural de Aakirkeby

La ciudad está situada en el centro de la mitad sur de Bornholm, entre Rønne y Nexø. La estación de televisión danesa TV2 tiene una oficina local (TV2/Bornholm) en Aakirkeby. Aakirkeby podría traducirse como "Ciudad de la iglesia de la corriente", ya que Å o Aa significa corriente. Cuando se habla solo de la iglesia, que data de mediados del siglo XII, se divide en dos palabras: Aa Kirke (Iglesia de Aa)